# Oratorio dei Disciplinanti (Sassello)
L'oratorio dei Disciplinanti è un luogo di culto cattolico situato nella località di San Giovanni nel comune di Sassello, in provincia di Savona.

## Storia e descrizione
L'edificio è lungo circa 25 metri e largo 9 e fu edificato vicino a quella che un tempo era l'unica pieve del territorio di Sassello e Urbe. Il tetto è in scandole di cotto e la facciata presenta alcuni affreschi molto deteriorati.
Della confraternita dei Disciplinanti si hanno citazioni già nell'anno 1577 da una visita apostolica dell'allora vescovo Gerolamo Ragazzoni. Il luogo, essendo anche fuori dal paese, andò perdendo di importanza con il passare dei secoli e l'accrescere delle altre chiese vicine, soprattutto la chiesa della Trinità e quella della Concezione, nel centro di Sassello. Già agli inizi del XVII secolo il vescovo aveva ordinato, tra le rimostranze della popolazione, di traslare il SS. Sacramento dalla chiesa di San Giovanni a quella della Visitazione.
All'interno è conservato un gruppo processionale ligneo attribuito ad Anton Maria Maragliano.